# Joseph Mascolo
Joseph Mascolo (ur. 13 marca 1929 w West Hartford, zm. 7 grudnia 2016 w Los Angeles) – amerykański aktor telewizyjny i filmowy, występował w roli Massimo Marone’a w operze mydlanej CBS Moda na sukces, którą grał w latach 2001–2006.

## Życiorys

### Wczesne lata
Urodził się i dorastał w West Hartford, w stolicy Hartford, w stanie Connecticut jako syn włoskich imigrantów Anny (1910–2010; z domu DeTuccio) i Petera Mascolo (1901–2008). Uczęszczał do West Point Academy. Studiował muzykę klasyczną na Uniwersytecie Miami z zamiarem zostania dyrygentem operowym. Jego ścieżka kariery rozszerzyła się, gdy profesor zasugerował, aby studiował aktorstwo u renomowanej nauczycielki Stelli Adler. Uczęszczał na lekcje gry na klarnecie w orkiestrze Metropolitan Opera w Nowym Jorku.

### Kariera
W 1957 debiutował na Broadwayu w musicalu Opera za trzy grosze. Powrócił na Broadway w roli Kazara w sztuce Życie nocne (1962) i jako Ricci w komedii Kolacja o ósmej (1966). Występował w przedstawieniach off-broadwayowskich – jako Eddie Carbone w sztuce Arthura Millera Widok z mostu (1965) z udziałem Jona Voighta i Dustina Hoffmana i Penny Change (1963).
Na ekranie debiutował jako Carlo w westernie Hot Spur (1968). Zagrał potem także w kilku filmach, w tym w dramacie kryminalnym Wielka wygrana Shafta (1972) z Richardem Roundtree i Mosesem Gunnem, Dziennik szalonej gospodyni (1973), Szczęki 2 (1978) i Sprawa Sharky’ego (1981).
W 1982 autor scenariusza opery mydlanej NBC Dni naszego życia wprowadził postać Stefano DiMery, po tym jak zauważył go jako Salvatore Maranzano w telewizyjnym dramacie kryminalnym NBC The Gangster Chronicles. Zyskał ogromną popularność dzięki i pozostał w serialu przez 18 lat, zdobywając nagrodę Soap Opera Digest za wybitnego złoczyńcę w 1997. Przez pięć lat grał rolę Massimo Marone w operze mydlanej CBS Moda na sukces, który pojawił się w rodzinie Forresterów nieoczekiwanie, jako ojciec Ridge’a Forrestera.

## Życie prywatne
W 1953 ożenił się z Rose G. Maimone, z którą miał syna Petera. Maimone zmarła 1 kwietnia 1986. 22 października 2005 poślubił Patricię Schultz. Małżonkowie wychowywali wspólnego syna i córkę Patricii z poprzedniego związku.
Przez wiele lat zmagał się z chorobą Alzheimera. Zmarł 7 grudnia 2016 w Los Angeles w wieku 87 lat.

## Filmografia

### Filmy fabularne
- 1968: Hot Spur jako Carlo
- 1972: Wielka wygrana Shafta (Shaft’s Big Score!) jako Gus Mascola
- 1973: Happy Mother’s Day, Love George jako Piccolo
- 1973: The Spook Who Sat by the Door jako senator Hennington
- 1977: Stonestreet: Who Killed the Centerfold Model? (TV) jako Max Pierce
- 1978: Szczęki 2 (Jaws 2) jako Len Peterson
- 1981: The Gangster Chronicles (TV) jako Salvatore Maranzano
- 1981: Sprawa Sharky’ego (Sharky’s Machine) jako Joe Tipps
- 1982: Żar (Heat) jako Baby
- 1982: Yes, Giorgio jako Dominic Giordano
- 1984: Ernie Kovacs (Ernie Kovacs: Between the Laughter, TV) jako Richards
- 1989: Hulk przed sądem (The Trial of the Incredible Hulk, TV) jako Albert G. Tendelli

### Seriale TV
- 1957-1961: True Story jako Tony Brenner
- 1961: From These Roots jako Jack Lander
- 1975: Baretta jako Frank Cassell
- 1975-1976: Bronk jako major Pete Santori
- 1976: Kojak jako detektyw Jeff Braddock
- 1977: Switch jako Phillip Aspen / Martin Lorrimer
- 1977: Prywatny detektyw Jim Rockford (The Rockford Files) jako Gibby
- 1978: Lou Grant jako McIntyre
- 1982-2016: Dni naszego życia (Days of Our Lives) jako Stefano DiMera
- 1984: Hart to Hart jako Nick Rhodes
- 1986: CBS Schoolbreak Special jako Ed Martinson
- 1986: Posterunek przy Hill Street jako Melvin Jardino
- 1986: Joe Bash jako Charlie
- 1986: Santa Barbara jako Carlo Alvarez
- 1987: Detektyw Hunter (Hunter) jako Mick Shaughnessy
- 1987: Córeczki milionera (Rags to Riches) jako Viktor Leskov
- 1987: It's Garry Shandling's Show jako porucznik Gerard
- 1988: McCall (The Equalizer) jako Tony Costa
- 1989: Szpital miejski (General Hospital) jako Nicholas Van Buren
- 2001-2006: Moda na sukces (The Bold and the Beautiful) jako Massimo Marone